# USS Bonhomme Richard (LHD-6)
USS Bonhomme Richard (LHD-6) — шостий у серії з восьми універсальних десантних кораблів типу «Восп» ВМС США. Як і інші кораблі типу «Восп» був створений спеціально для забезпечення транспортування морем і висадки на узбережжя повністю укомплектованого експедиційного батальйону морської піхоти (близько 1900 осіб), управління силами десанту і надання йому авіаційної підтримки силами ескадрильї літаків з вертикальним зльотом.
12 липня 2020 року, коли судно проходило технічне обслуговування на військово-морській базі Сан-Дієго, почалася пожежа в нижній палубі. Пожежникам на ліквідацію пожежі знадобилося чотири дні, в результаті яких постраждали щонайменше 63 моряки та цивільне населення. Причина полум'я розслідується. Пошкодження були великими.
Наприкінці листопада 2020 року стало відомо, що корабель буде знято з озброєння та виведено зі складу флоту.

## Будівництво
Корабель був побудований найбільшою суднобудівною компанією США Ingalls Shipbuilding, яка розташована в Паскагулі, штат Міссісіпі, за контрактом від 11 грудня 1992 року. Закладка кіля відбулася 18 квітня 1995 року. Спущений на воду 14 березня 1997 року. Церемонія хрещення відбулася 17 травня 1997 року. Хрещеною матір'ю стала пані Джойс Мурта, дружина Джона П. Мурта, представника в Конгресі від 12 виборчого округу — штату Пенсільванії. Введено в експлуатацію 15 серпня 1998 року на базі Пенсакола, штат Флорида. З 28 вересня 1998 року порт приписки Сан-Дієго, штат Каліфорнія. З 9 квітня 2012 року порт приписки Сасебо, Японія. З 8 травня 2018 року порт приписки Сан-Дієго, штат Каліфорнія. Вартість судна становила близько 750 мільйонів доларів.

## Бойова служба

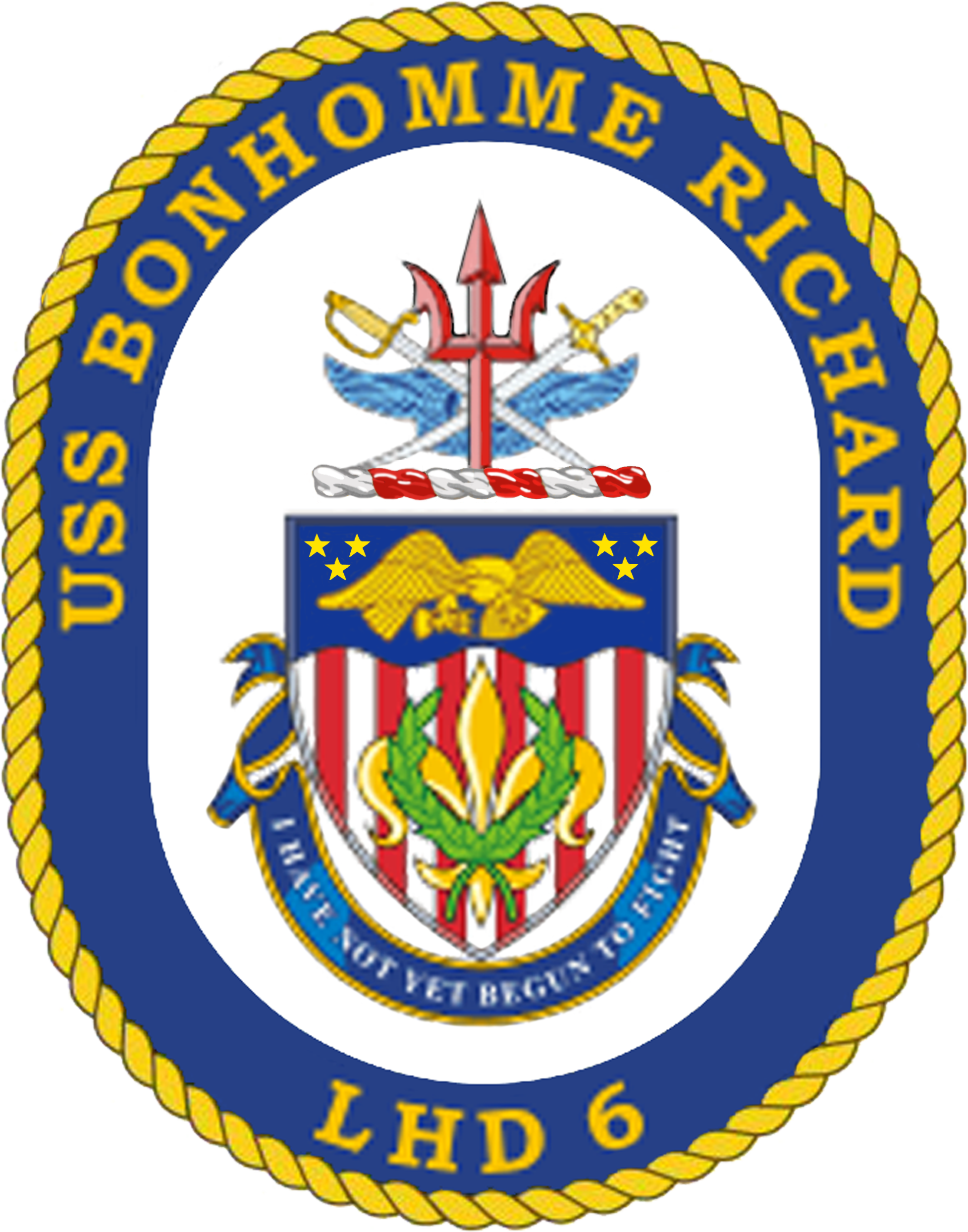
Емблема корабля

28 вересня 1998 року прибув порт приписки на військово-морську базу в Сан-Дієго, штат Каліфорнія, після завершення шеститижневого переходу навколо Південної Америки.
24 січня 2000 року залишив порт приписки Сан-Дієго для свого першого розгортання в зоні відповідальності 5-го і 7-го флоту США, з якого повернувся 24 липня. 15 листопада вийшов в море на ходові випробування після завершення двомісячного планового обслуговування.
1 грудня 2001 року залишив Сан-Дієго для запланованого розгортання в рамках підтримки операції «Нескорена свобода» («Enduring Freedom»), з якого повернувся 18 червня 2002 року.

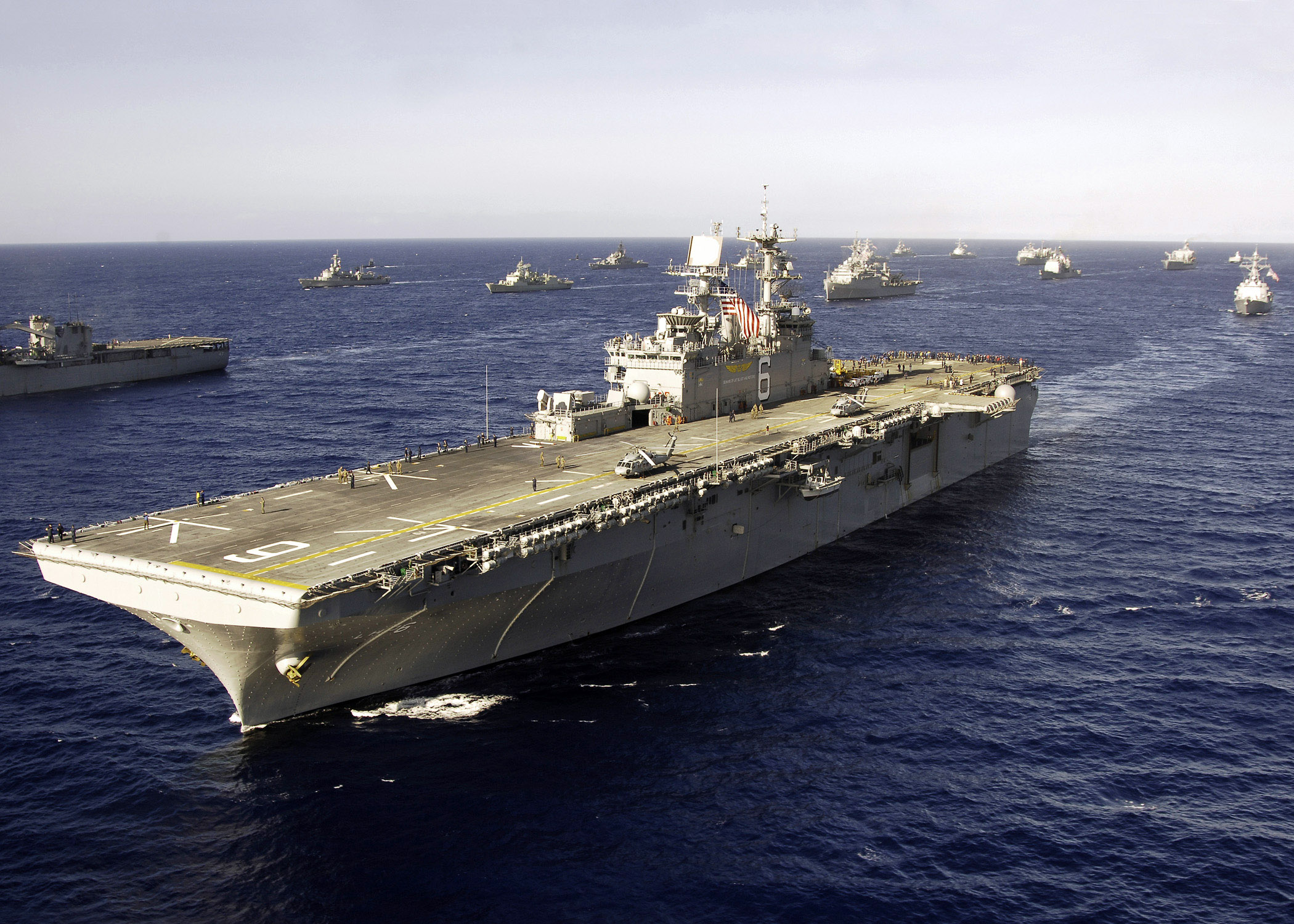
Bonhomme Richard в Тихому океані.

17 січня 2003 року залишив Сан-Дієго для розгортання в рамках операції «Іракська свобода» — вторгнення коаліційних сил до Іраку та глобальній війні з тероризмом, з якого повернувся 26 липня.
06 грудня 2004 року залишив Сан-Дієго для запланованого розгортання в західній частині Тихого океану і в Перській затоці, з якого повернувся 6 червня 2005 року. 1 жовтня 2005 року прибув сухий док General Dynamics NASSCO для проходження планового ремонту, який покинув 5 січня 2006 року.
22 лютого 2006 завершив проходження планового ремонту, вартістю 30 млн доларів США. 16 червня покинув Сан-Дієго для участі в навчаннях «Trident Warrior» та «RIMPAC 2006». 7 серпня повернувся в Сан-Дієго.
10 квітня 2007 року залишив Сан-Дієго для запланованого розгортання в Перській затоці і в зоні відповідальності 7-го флоту США, з якого повернувся в порт приписки 19 листопада.
Протягом 2008 року брав участь в різних навчаннях.
24 вересня 2009 року залишив Сан-Дієго для запланованого розгортання після шестиденної затримки, пов'язаної з оглядом газотурбінних генераторів корабля, в зоні відповідальності 5-го і 7-го флоту США, з якого повернувся в порт приписки 14 квітня 2010 року.
14 червня 2010 року залишив Сан-Дієго для участі в навчаннях «Trident Warrior 2010» та «RIMPAC 2010». 9 серпня повернувся в порт приписки. 1 грудня прибув в сухий док General Dynamics NASSCO для запланованого чотиримісячного докового ремонту вартістю 74 млн доларів США.
13 квітня 2011 року залишив сухий док і повернувся в Сан-Дієго для проходження додаткового ремонту вартістю 100 млн доларів США. 08 липня покинув Сан-Дієго для ходових випробувань у узбережжя південної Каліфорнії.
14 лютого 2012 року залишив Сан-Дієго і попрямував в двомісячне розгортання в західній частині Тихого океану зі зміною порту приписки на Сасебо, Японія, куди прибув 09 квітня. 10 серпня залишив новий порт приписки Сасебо для патрулювання в західній частині Тихого океану, з якого повернувся 03 грудня.
24 січня 2013 року залишив Сасебо для щорічного весняного патрулювання, з якого повернувся 30 березня. 13 червня покинув Сасебо для літнього патрулювання, з якого повернувся 30 вересня. 21 січня 2014 року залишив Сасебо для проходження випробувань після завершення тримісячного планового обслуговування, які були завершені 24 січня. 17 лютого вирушив у щорічне весняне патрулювання, з якого повернувся 28 квітня.
10 січня 2015 року залишив Сасебо для проведення ходових випробувань після завершення чотиримісячного ремонту. 14 січня повернувся в Сасебо. 1 червня покинув порт приписки для щорічного літнього патрулювання, з якого повернувся 2 вересня.
18 січня 2016 року залишив Сасебо для щорічного весняного патрулювання після завершення двомісячного планового обслуговування. 30 березня повернувся до порту приписки, завершивши 10-тижневе патрулювання в зоні відповідальності 7-го флоту США. 6 серпня залишив Сасебо для запланованого осіннього патрулювання після завершення чотиримісячного планового обслуговування. 17 серпня прибув з чотириденним візитом на військово-морську базу Окінава для прийняття на борт загону морської піхоти і устаткування, яку покинув 21 серпня в складі Bonhomme Richard ESG, в яку також входять: десантний корабель USS «Green Bay» (LPD 20), десантний корабель-док USS «Germantown» (LSD 42) і морські піхотинці з 31-го експедиційного загону морської піхоти. 3 листопада повернувся в порт приписки Сасебо, після тримісячного розгортання.
27 лютого 2017 року залишив Сасебо для запланованого розгортання в зоні відповідальності 7-го флоту США, з якого повернувся 10 квітня. 1 червня покинув Сасебо для звичайного патрулювання в західній частині Тихого океану. 22 липня ухвалила участь в навчаннях PHOTOEX. 29 липня прибув з чотириденним візитом в порт Брісбен, Австралія. 28 серпня прибув із запланованим візитом в порт Мельбурн, Австралія. 25 вересня повернувся в порт приписки Сасебо.
23 січня 2018 року залишив порт приписки Сасебо для звичайного весняного патрулювання, куди повернувся 17 квітня. 18 квітня покинув Сасебо і попрямував в новий порт приписки Сан-Дієго. 8 травня прибув до нового порту приписки Сан-Дієго, де буде проходити капітальний ремонт, включаючи модернізацію для використання винищувачів 5-го покоління F-35B в рамках програми Joint Strike Fighter.

## Пожежа на кораблі

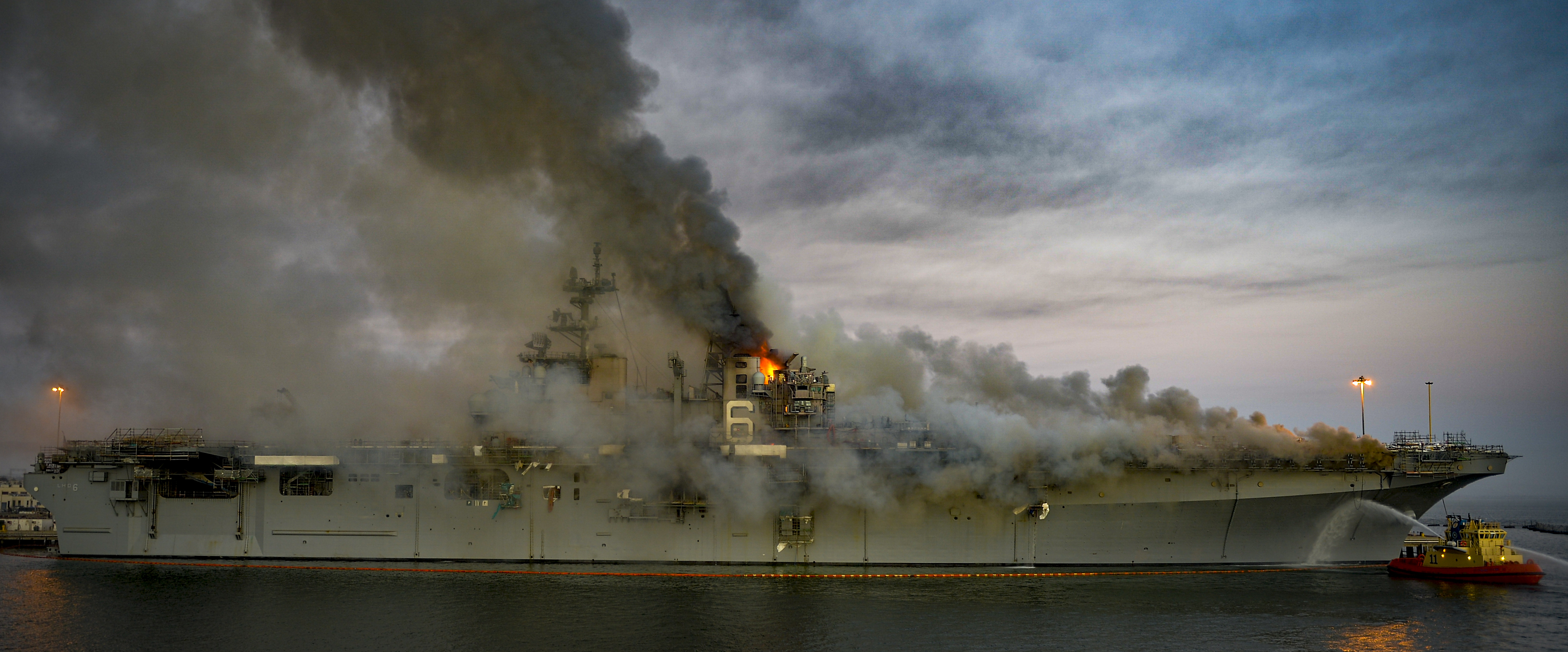
пожежа на USS Bonhomme Richard 12 липня 2020 року.

12 липня 2020 року біля 8:50 ранку на борту корабля, який перебував в порту приписки на базі ВМС США в Сан-Дієго штату Каліфорнія, почалася пожежа.
У момент надзвичайної події корабель проходив планове техобслуговування, на борту знаходилося 160 осіб. На борту УДК відсутнє озброєння, але в танках знаходилося понад 3700 тонн палива.

Займання сталося у вантажному відсіку корабля на нижній палубі Deep V, на якій зберігалася велика кількість майна і техніка морської піхоти. Потім вогонь перекинувся на док і знаходиться над ним ангар авіакрила. Ймовірною причиною пожежі є вибух, що стався при виконанні робіт.

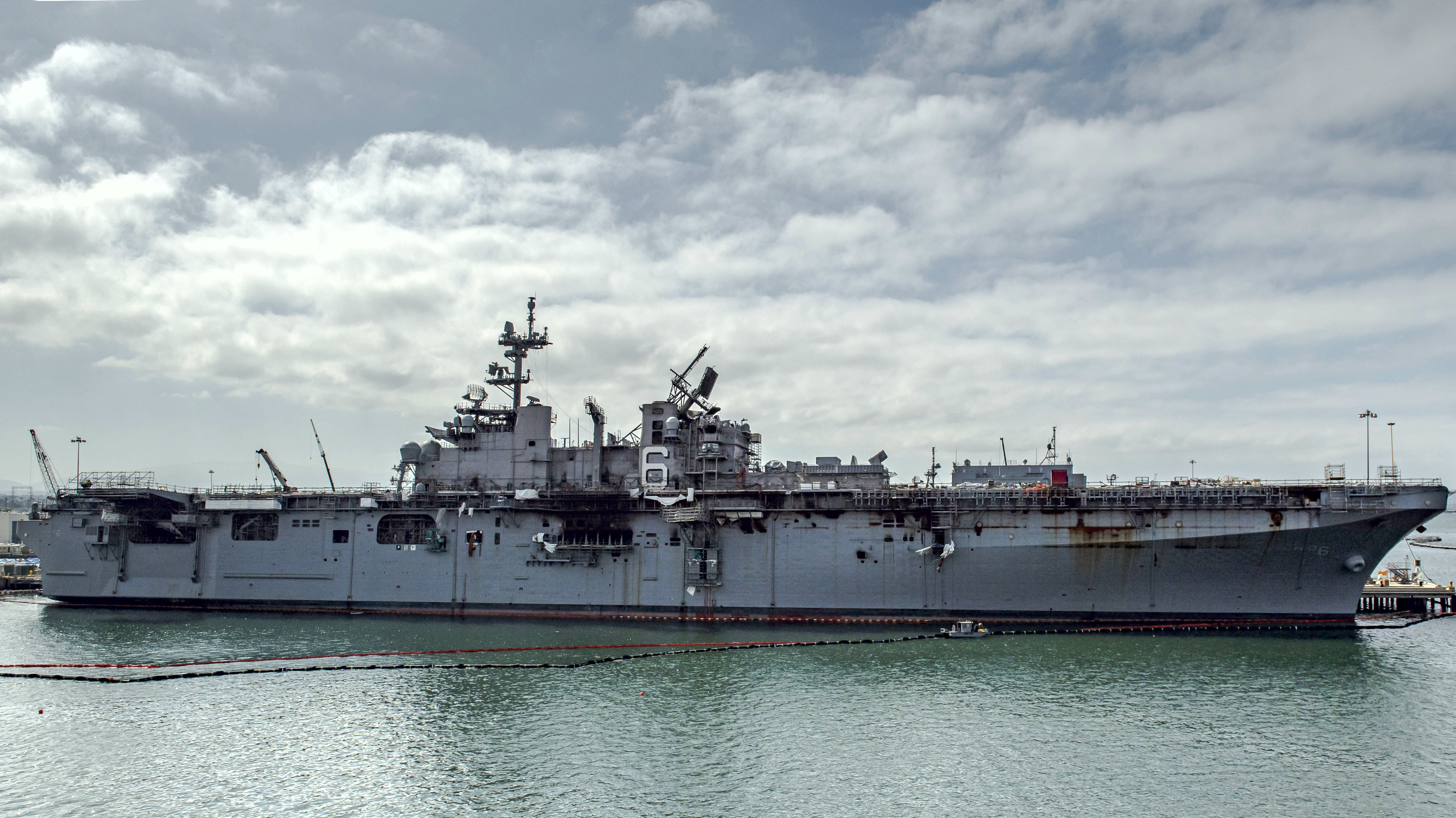
Пошкоджене судно 16 липня після ліквідації пожежі

Вогнем був охоплений ангар і кілька палуб. Через добу більша частина надбудови (зокрема, місток і щогла), виконаної з алюмінієвого сплаву, вигоріла і обвалилася. Через 29 годин, у ході гасіння пожежі, корабель дав осадку. Вогонь і вода завдали шкоди 11 з 14 палуб. Секції льотної палуби і інших палуб були сильно деформовані.
Для локалізації загоряння були задіяні шість пожежних катерів і кілька десятків берегових команд рятувальників. Крім пожежних судів, були задіяні три вертольоти. Берегова охорона встановила навколо військового корабля зону безпеки діаметром 1,9 км і заввишки 910 м, а цивільна влада радила місцевим жителям залишатися у своїх будинках, щоб уникнути їдкого диму, що клубочиться. 16 липня, через п'ять днів після вибуху, флот оголосив, що пожежа повністю ліквідована. Постраждало 63 людини, в тому числі 40 моряків і 23 цивільних особи.
Наприкінці листопада 2020 року стало відомо, що командуванням ВМФ США було ухвалене рішення зняти корабель з озброєння та вивести зі складу флоту. За оцінками фахівців, близько 60 % корабля було ушкоджено в пожежі. На його відновлення знадобилось би 2,5-3,2 млрд доларів США та до 7 років. Аби переобладнати у плавучий шпиталь знадобилось би витратити близько 1 млрд доларів та такий самий час. Зняття озброєння, натомість, обійдеться в близько 30 млн доларів та забере до одного року.
«Це рішення було нелегким, — сказав міністр ВМС США Кеннет Брейтвейт. — Після ретельної оцінки матеріальної шкоди і розгляду та оцінки різних варіантів дій, ми дійшли висновку, що бюджетно відповідальним рішенням буде його (прим. — USS Bonhomme Richard) не відновлювати».